# Muntanya dels Gossos
La Muntanya dels Gossos és un puig amb el cim a 53 metres sobre el nivell de la mar, a cavall dels municipis de Fontanilles i de Gualta, a la comarca catalana del Baix Empordà.